# Wings Air
Wings Abadi Airlines, que opera como Wings Air es una aerolínea regular de pasajeros con base en Yakarta, Indonesia. Su base de operaciones principal es el Aeropuerto Internacional Soekarno-Hatta.

## Historia
La aerolínea fue fundada en 2003 y comenzó a operar el 10 de junio de 2003. Es propiedad total de Lion Air.

## Destinos
Wings Air opera a 22 destinos domésticos en Indonesia.

## Acuerdos de código compartido
Wings Air tiene un acuerdo de código compartido con su aerolínea matriz, Lion Air.

## Flota

### Flota Actual
La flota de Wings Air incluye las siguientes aeronaves, con una edad media de 8.6 años (a febrero de 2023):
El 15 de noviembre de 2009, Wings Air anunció que había firmado un contrato con ATR valorado en 600 millones de dólares. El contrato incluye quince pedidos de ATR 72-500 así como quince opciones por el nuevo ATR 72-600. Estos nuevos aviones están destinados a sustituir a los ya anticuados McDonnell Douglas MD-82 y MD-83.